# Schlacht bei Chrysler’s Farm
Kriegsschauplatz St. Lawrence/Lake Champlain 

1. Sacket’s Harbor – 1. Lacolle Mills – Ontariosee – Ogdensburg – New York – 2. Sacket’s Harbor – Châteauguay – Chrysler’s Farm – 2. Lacolle Mills – Fort Oswego – Big Sandy Creek – Plattsburgh
Niagara-Kriegsschauplatz

Queenston Heights – Frenchman’s Creek – George – Stoney Creek – Beaver Dams – Black Rock – Fort Niagara – Buffalo – 1. Fort Erie – Chippewa – Lundy’s Lane – 2. Fort Erie – Cook’s Mill
Detroit-Kriegsschauplatz

Tippecanoe – Fort Mackinac – Dearborn – Detroit – Fort Harrison – Fort Wayne – Wild Cat Creek – Mississinewa – Frenchtown – Fort Meigs – Fort Stephenson – Eriesee – Thames River – Longwoods – Prarie du Chien – Rock Island Rapids – Mackinac Island – Malcom’s Mills
Chesapeake-Kriegsschauplatz

Craney Island – St. Michaels – Chesapeake – Bladensburg – Washington – Caulk’s Field – North Point – Baltimore
Südlicher Kriegsschauplatz

Creek – 1. Fort Bowyer – Fayal – Pensacola – Borgnesee – New Orleans – Fort St. Philip – Fort Peter – 2. Fort Bowyer
Die  Schlacht bei Chrysler’s Farm vom 10. November 1813 zwischen Truppen Großbritanniens und der USA fand während des Britisch-Amerikanischen Kriegs in Kanada am Sankt-Lorenz-Strom statt und endete mit einem britischen Sieg.
Der Ort der Schlacht wurde am 30. Januar 1920 zu einem nationalen Denkmal (National Historic Site of Canada) erklärt.

## Vorgeschichte
Am 17. Oktober 1813 begann eine 8.000 Mann zählende amerikanische Armee unter Generalmajor James Wilkinson von Sackets Harbor am Ontariosee aus einen Vorstoß auf Montréal. Gleichzeitig marschierte eine zweite, 4.000 Mann zählende Armee unter Generalmajor Wade Hampton vom Lake Champlain aus nach Kanada ein. Beide Armeen sollten sich bei Montreal treffen und alle britischen Siedlungen und Garnisonen westlich des Zusammenflusses des Sankt-Lorenz-Stroms mit dem Ottawa River einnehmen. Wilkinsons Armee wurde von einer Flottille von Booten (sog. Bateaux) auf dem Sankt-Lorenz-Strom transportiert. Der Vormarsch verzögerte sich aufgrund schlechten Wetters und der Aktivität britischer Scharfschützen an den Ufern.

## Verlauf
Am 10. November hatten die Amerikaner die berüchtigten Long Sault-Stromschnellen erreicht. Um die Boote zu erleichtern und die britischen Soldaten vom Flussufer zu vertreiben, landete Wilkinson seine Truppen in der Nähe einer Farm, die einem gewissen John Chrysler gehörte. Die Amerikaner waren von einer Flottille von Kanonenbooten unter Kapitän William Howe Mulcaster verfolgt worden, die zwei Regimenter britischer Linientruppen an Bord hatten. Die amerikanische Landung entsprach den Absichten der Briten. Die beiden Regimenter gingen ebenfalls an Land und formierten sich unter dem Kommando von Oberstleutnant Joseph Wanton Morrison in der Nähe der Farm in der Absicht, die US-Truppen zum Kampf zu stellen. Verstärkt wurden sie durch einige kanadische Milizen sowie Indianer. Insgesamt umfasste Morrisons Truppe etwa 800 Mann. Da Wilkinson die britischen Verfolger loswerden wollte, aber selbst zu krank war, um das Kommando zu übernehmen, beauftragte er Brigadegeneral John Parker Boyd damit, die Briten zu vernichten.
Am frühen Nachmittag marschierte ein amerikanisches Regiment auf den linken Flügel der Briten zu. Den Amerikanern gelang es, eine dort versteckte Einheit der leichten Infanterie und Indianern zu vertreiben und damit den linken Flügel der britischen Stellung zu bedrohen. Wäre es den US-Soldaten gelungen, zwischen die britischen Linien und einen Sumpf zu stoßen, hätten sie den Briten in die Flanke fallen können. Morrison ließ ein Regiment wie auf dem Paradeplatz eine Viertelschwenkung machen, so dass die gesamte Einheit freies Schussfeld auf die angreifenden Amerikaner hatte. Die folgende Salve war so präzise, dass die amerikanische Formation auseinanderbrach und floh. Daraufhin befahl Boyd seinen drei Brigaden, den rechten Flügel der Briten anzugreifen. Morrison ließ seine Soldaten in einer gestaffelten Formation antreten, die es ihnen erlaubte, zugweise zu laden und zu feuern. Die Briten erzielten auf diese Weise ein andauerndes, schweres und gezieltes Musketenfeuer, das auf die dichten US-Formationen eine verheerende Wirkung hatte und sie zum Rückzug zwang. In einem letzten Versuch ließ Boyd eine Kavallerieeinheit entlang eines Weges angreifen, der zwischen dem Flussufer und dem rechten Flügel der Briten verlief. Morrison ließ daraufhin ein weiteres Paradeplatzmanöver ausführen. Ein Regiment schwenkte auf die Angriffslinie der Kavallerie um und empfing die Amerikaner mit einer vernichtenden Musketensalve, die die Reiter unter schweren Verlusten zurückwarf.
Daraufhin gingen die Briten zum Gegenangriff über. Die demoralisierten Amerikaner zogen sich zurück und wurden vor noch größeren Verlusten durch ihre Boote gerettet, mit deren Hilfe sie sich auf die andere Flussseite in Sicherheit bringen konnten. Am nächsten Tag berief Wilkinson einen Kriegsrat ein, der die Aufgabe des Vorstoßes auf Montréal beschloss. Die Verluste der Briten betrugen 22 Tote und 148 Verwundete, die der Amerikaner 102 Tote, 237 Verwundete und 150 Vermisste.

## Bedeutung
Da auch Hamptons Vorstoß durch seine Niederlage in der Schlacht am Chateauguay River gescheitert war, wurde mit dem Sieg der Briten der wohl ernsthafteste und gefährlichste Angriff der Amerikaner auf Kanada abgewehrt. Erneut hatten die Amerikaner eine Niederlage durch eine zahlenmäßig weit unterlegene britische Truppe erlitten. Ein wesentlicher Faktor war – wie in der Schlacht am Chateauguay River – die Inkompetenz des Kommandeurs. Durch die separaten Angriffe einzelner Truppenteile hatten die Amerikaner es versäumt, ihre Überlegenheit auszuspielen, während sich auf britischer Seite die Kaltblütigkeit Morrisons und die hervorragende Ausbildung und Disziplin der regulären Soldaten als schlachtentscheidend erwies.